# MUSIC/SP
MUSIC/SP (англ. Multi-User System for Interactive Computing/System Product; оригінальна назва McGill University System for Interactive Computing) — операційна система для мейнфреймів серії IBM System/360 і сумісних, розроблена в Університеті Макгілла і орієнтована передусім на інтерактивне використання. MUSIC була створена на основі раннього продукту IBM RAX, і для свого часу реалізовувала деякі передові можливості (такі як контроль доступу до файлів і підтримка стиснення даних у файловій системі). На початку 1990-х років для системи було реалізовано базову підтримку інтернет-протоколів і електронної пошти.
Пік використання системи припав на пізні 1980-ті роки, коли система була встановлена на мейнфреймах у більше ніж 250 університетів і коледжів у Північній і Південній Америках, Азії і Європі. MUSIC дозволяла студентам і викладачам університетів не лише користуватися готовими програмами і зберігати файли, а і створювати власні програми. Інтерфейсом користувача був текстовий IBM 3270.

## Історія розробки
1966: Випуск програми IBM RAX (англ. Remote Access Computing System)
1972: Модифікації RAX, зроблені в Університеті Макгілла, прийнято у IBM під назвою «McGill University System for Interactive Computing» (MUSIC)
1978: MUSIC версія 4.0: великі зміни до реалізації файлової системи, підтримка довгих імен файлів і розширених механізмів контролю доступу
1981: MUSIC версія 5.0: підтримка мейнфреймів серії IBM 4300
1985: MUSIC/SP 1.0: систему прийнято IBM як «System Product», підтримка віртуальної пам'яті
1991: MUSIC/SP 2.3: реалізація деревовидної файлової системи, базова підтримка інтернет-протоколів